# Arboretum w Marculach
Arboretum w Marculach – arboretum znajdujące się w odległości 35 km na południe od Radomia, w powiecie radomskim, na terenie Nadleśnictwa Marcule.
Inicjatorem powstania był samorząd Iłży.
Organem prowadzącym jest Regionalna Dyrekcja Lasów Państwowych w Radomiu.
Jest częścią Centrum Edukacji Przyrodniczej w skład którego wchodzi także minimuzeum leśne. Całość utrzymana jest w charakterze parku.
Powierzchnia to 7,9 ha.
Zgromadzono tu około 600 gatunków drzew i krzewów. Najliczniejsze są drzewa z rodzaju klon i magnolia.
Na terenie arboretum znajduje się małe Alpinarium z kolekcją roślin górskich (w większości objętych ochroną gatunkową), która służy zachowaniu puli genowej, a w przyszłości może służyć odtworzeniu roślin wymierających.
Są tu prowadzone badania naukowe (np. nad wzrostem i rozwojem roślin oraz reakcją biologiczną introdukowanych drzew i krzewów, a w szczególności nad reakcją na mróz).
We wrześniu 2006 r. z inicjatywy dyrektora Regionalnej Dyrekcji Lasów Państwowych w Radomiu – Dariusza Bąka podsadzono tu Dąb Jana Pawła II.
Planowane jest utworzenie azylu dla ptaków.
Istnieje możliwość dojazdu Starachowicką Koleją Wąskotorową.
Obecnie można dojechać pociągiem z Iłży (ok. 20 min.). Kolej kursuje w niedziele i długie weekendy.